# Сражение при Бинагади
Сражение при Бинагади — военное столкновение, произошедшее летом 1918 года во время Первой Мировой войны, где Советская Россия ненадолго вновь вступила в войну. Силы Османско-Азербайджанской коалиции во главе с Нури-пашой сражались с британско-армяно-бело-русскими войсками во главе с Лионелом Денстервиллем. Это была важная часть битвы за Баку.

## Предыстория
В 1917 году Российский Кавказский фронт рухнул после отречения царя. 9 марта 1917 года был создан Особый Закавказский комитет для заполнения административного пробела в районах, оккупированных в ходе войны на Кавказском фронте временным правительством России в Закавказье. В ноябре 1917 года в Тбилиси было создано первое правительство независимого Закавказья, названное Закавказским комиссариатом после захвата власти большевиками в Санкт-Петербурге. 5 декабря 1917 года этот новый «Закавказский комитет» одобрил Эрзинджанское перемирие, которое было подписано русскими с командованием Третьей армии Османской Империи. Российские солдаты в основном покинули фронт и вернулись в свои дома. Часть российских войск отправилась в Персидскую кампанию вопреки правилам перемирия.
10 февраля 1918 года сейм собрался и принял решение об установлении независимости. 24 февраля 1918 года сейм провозгласил Закавказье независимым в рамках Закавказской демократической федеративной Республики.
3 марта 1918 года Великий визирь Мехмед Талаат-паша подписал Брестский мир с Российской СФСР. Брестский мир предусматривал, что граница будет возвращена к довоенному уровню и что города Батум, Карс и Ардахан будут переданы Османской империи. В период с 14 марта по апрель 1918 года между Османской империей и делегацией сейма была проведена Трабзонская мирная конференция.
9 марта 1918 года арест генерала Талышинского, командира азербайджанской дивизии, и некоторых её офицеров, все из которых прибыли в Баку, усилил антисоветские настроения среди азербайджанского населения города. 30 марта, основываясь на необоснованном сообщении о том, что азербайджанский (мусульманский) экипаж корабля «Эвелина» был вооружен и готов к восстанию против Советов, Советский союз разоружил пытавшийся сопротивляться экипаж. Три дня межэтнической войны, известные как «Мартовские дни», которые привели к массовому убийству до 12 000 азербайджанцев большевиками и вооруженными армянскими подразделениями в городе Баку и других местах в Бакинской губернии. Мартовские события, выходящие за рамки трехдневного периода насилия, вызвали серию массовых убийств по всему Азербайджану.
В мае 1918 года Азербайджан провозгласил свою независимость. В то время главной целью государства было освобождение Баку. В этом ему помогла Османская империя. В июне 1918 года начались военные действия за Баку.

## Битва
Битва при Бинагади была важной частью битвы за Баку. Основной целью битвы был захват холмов 311 и 364 близ деревни Бинагади.
В сражении, которое началось 26 августа, 13-й пехотный полк захватил высоту 364. Высоту 311 захватить не удалось. 27 августа диктатура Центрокаспия попыталась отбить высоту 364, но потерпела неудачу. Через некоторое время высоту 311 захватили азербайджанцы. В дополнение к деревне Бинагади, деревни Дигах и Мохаммади также были захвачены азербайджанцами.

## Последствия
После битвы генерал Лионель Денстервиль заявил, что «никакая сила на земле не сможет отобрать Баку у тюрков». Таким образом, на севере Баку диктатура Центрокаспия была отброшена к высотам Баладжары, и были заняты важные позиции для организации решающего наступления по освобождению Баку.